# Spectrum Enterprise Manager
Spectrum Enterprise Manager ist eine Software für Netzwerkmanagement, die von Aprisma entwickelt wurde. Spectrum dient der Überwachung der gesamten IT-Infrastruktur eines Unternehmens (Netzwerk, Server, Drucker etc.) und bietet darüber hinaus ein Service-Management, bei dem die einzelnen Komponenten den IT-Dienstleistungen zugeordnet werden.
Die Software wird von dem amerikanischen Softwareunternehmen CA weiterentwickelt und vermarktet. 

## Geschichte
Spectrum entstammt der Firma Aprisma, einer Ausgründung von Cabletron Systems, die selbst im Jahr 2005 von Concord übernommen wurde. Concord selbst wurde kurz danach von CA Technologies übernommen.
Spectrum entstand konzeptuell bereits 1989 - hatte aber in den ersten Jahren kaum Erfolg, da andere Produkte des Marktes zwar weniger leistungsfähig, aber auch übersichtlicher waren. Der Erfolg kam mit der Unabhängigkeit von Aprisma von Cabletron Systems (heute Enterasys Networks) und damit mit der Unabhängigkeit von einem Hardware-Hersteller.
Seit ca. 2012 kann man eine deutliche Modernisierung des Tools bemerken, so beinhaltet es nun auch eine REST-API zur Automatisierung und zur Integration. Der erste Kunde innerhalb Europa war 1990 die Universität Bern und kurz darauf auch das CERN. Bei vielen großen Unternehmen und Providern wird CA Spectrum als Fault-Management-System eingesetzt.

## Funktionalität
Spectrum basierte bereits sehr früh auf einer Modellierung des Netzwerkes und der sonstigen IT-Infrastruktur und kann nicht nur den Zustand einzelner Komponenten durch Polling ermitteln, sondern auch die Zusammenhänge darstellen und Korrelationen herstellen. Zusammenhänge können dabei dargestellt werden als "ist verbunden mit", "gehört zu", "ist aufgestellt in" etc.
Die Software ist eine Client-Server-Applikation mit einem Webserver als Zwischenschicht. Der umfassende Client ist eine JAVA-JNLP-Applikation, die vom Webserver "Oneclick" geladen wird und dann auch mit diesem kommuniziert. Der Webserver "Oneclick" kommuniziert selbst mit einem oder mehreren "Spectroservern", die das eigentliche Polling, RootCause und Alarm-Verarbeitung durchführen. Der Spectroserver hält das überwachte Netzwerk bzw. dessen Modell in einer BerkeleyDB.
Seit Version 9.2 steht auch eine REST-API zur Verfügung, die einen direkten Zugriff auf die Modelle, Attribute, Relationen und auch Alarme zulässt. Das GUI des Oneclick-JNLP-Clients ist über XML-Dateien definiert und diese können weitestgehend modifiziert werden.
Der neue Web-Client, der seit Version 10.0 weiter entwickelt wird, bestand zuerst nur aus einer Alarm-Konsole und wurde schrittweise um eine Topologie-Ansicht in 10.1 / 10.2 erweitert. Die Flexibilität des Oneclick-JNLP-Clients hat er zwar noch nicht, es ist aber zu erwarten, dass große Kunden dann eher die Vorteile der Integration über die REST-API nutzen und darüber dann eigene GUIs integrieren.
Mit Version 10 wurde der Spectroserver auf 64 Bit portiert und die mögliche Anzahl von überwachten Device / Modellen ist um ein Vielfaches erweitert worden. Somit müssen Kunden mit sehr großen Netzen nicht mehr das Netz auf mehrere Spectroserver/Landscapes aufteilen, sondern können mit weniger Hardware nun das ganze Netz oder größere Teile überwachen.
Spectrum verwendet hauptsächlich SNMP für die Überwachung. Im Gegensatz zu manch anderen Tools muss der Admin sich nicht selbst um die "Device-Certification" kümmern.